# 静岡県立浜松東高等学校
静岡県立浜松東高等学校（しずおかけんりつ はままつひがしこうとうがっこう）は、静岡県浜松市中央区笠井新田町にある県立高等学校。

## 概要
1971年に開校。静岡県浜松市中央区にあり、学校周辺には田畑が多く見られる。
地元では「東」（ひがし）、「東高」（ひがしこう）という愛称で、「浜東」（はまとう）と略して書かれる場合もある。
普通科と商業科（情報ビジネス科・総合ビジネス科）の併設校で、進学から就職までの多様な進路希望に対応している。2年次以降の科目選択では進路に応じた科目を選択することができ、普通科の生徒でも商業の科目を選択し、履修することができる。2014年度からは主に大学進学者向けとして各学年の普通科に1学級ずつ進学クラスが設置されている。
50分授業6限制を採用しているが、45分授業や40分授業になる日もある。検定週間では商業科は7限目まである。
学校周辺地域の商店や企業と連携した活動も行われている。2024年には静岡産業大学と教育交流協定を締結した。

### 校訓
- 学ぶ術を学ぶ
激動する現代社会を生き抜くために、過去の知識だけでなく自分自身に必要な知識をどのように身につけられるかを探究してほしいという願いを込め、初代校長が制定した。

### 校章
交差する松の葉の右上に「高」と書かれており、その文字の位置は、校章全体を旧浜松市に見立てた時の学校の立地場所を示している。輝かしい未来に向かって限りない歩みを進めようとする願いが込められている。

### 校歌
- 制定：1973年
- 作詞：土岐善麿
- 作曲：渡邊浦人

昼休みが始まると放送で流れる。2016年に編曲が行われたが、昼休みなどで流れるのは編曲前のものである。

### 制服
水色のワイシャツの上にブレザーを着用する。ただし、ブレザーは着用しない時季もある。セーターやベストを着用したりすることもあり、夏季には通常の長袖ワイシャツではなく半袖ポロシャツを着用することも可能。移行期間は設けられていない。現在では、女子生徒でもスラックスを着用することが可能になっている。
2007年度に現在のものに変更された。変更前もブレザー型の制服で、静岡県内の公立高等学校で初めてのブレザー型の制服の導入だった。男子は濃紺のブレザーに淡紺のネクタイ、女子はグレーのブレザーにえんじ色のネクタイだった。

## 設置学科
- 普通科
- 情報ビジネス科
- 総合ビジネス科

## 行事
- 4月 - 入学式
- 6月 - 浜東祭（文化祭）
- 6月 - インターンシップ（3年生の商業科）
- 7月 - 球技大会
- 10月 - 体育大会
- 11月 - 修学旅行（2年生）
- 11月 - 保育体験・校外学習（1年生）
- 11月 - 遠足（3年生）
- 11月 - 芸術鑑賞教室
- 12月 - 球技大会
- 3月 - 卒業式

## 沿革
- 1971年 - 生産管理科・秘書科・営業科の3学科をもって開校。
- 1972年 - 本館竣工。
- 1973年 - 南館竣工。
- 1973年 - 校歌制定。
- 1974年 - 体育館竣工。
- 1975年 - 創立5周年記念式典を挙行。
- 1975年 - 校舎落成。
- 1977年 - プール落成。
- 1980年 - 創立10周年記念式典を挙行。
- 1985年 - 弓道場落成。
- 1986年 - 「東風館」落成。
- 1987年 - 推薦入学制導入。
- 1990年 - 創立20周年記念式典を挙行。
- 1990年 - 応援歌を制定。
- 1992年 - 学科再編により普通科・情報処理科・秘書科・流通経済科となる。
- 1997年 - 流通経済科が静岡県内の公立高等学校で初となる海外修学旅行を開始。
- 1999年 - 学科再編により普通科・情報ビジネス科・総合ビジネス科となる。
- 2000年 - 創立30周年記念式典を挙行。
- 2002年 - 本館の耐震工事を実施。
- 2003年 - 南館の耐震工事を実施。
- 2004年 - 体育館の耐震工事を実施。
- 2007年 - 新制服を採用。
- 2010年 - 創立40周年記念式典を挙行。
- 2020年 - 創立50周年記念式典を挙行。
- 2023年 - 体育館2階の改修工事を実施。

## 部活動

### 運動部
- 弓道部
- 柔道部
- 剣道部
- 卓球部
- 男子バスケットボール部
- 女子バスケットボール部
- 男子バレーボール部
- 女子バレーボール部
- サッカー部
- 硬式野球部
- 水泳部
- 女子ソフトボール部
- 陸上競技部
- 男子テニス部
- 女子テニス部

### 文化部
- 吹奏楽部
- 茶道部
- 囲碁将棋部
- 書道部
- 写真部
- ダンス部
『冬の日本高校ダンス部選手権』において、2013年全国優勝、2014年東日本大会優勝、2015年、2016年、2017年東日本大会入賞[2]。
『夏の日本高校ダンス部選手権』において、2014年スモールクラス（社）ストリートダンス協会賞入賞[3]。
『春の日本高校ダンス部選手権』において、2015年3位入賞、2016年ビッグクラス準優勝、スモールクラス優勝、2022年東海・北陸大会ビッグクラス（社）ストリートダンス協会賞入賞、2024年東海・北陸大会スモールクラス準優勝[4]。
『秋の日本高校ダンス部選手権』において、2020年、2024年ビッグクラス優勝、2021年準優勝、入賞、2022年ビッグクラス3位[5]。
- 美術部
- 英語部
- 園芸・ボランティア部

### 商業系文化部
- ワープロ部
- ビジネス計算部
- 簿記部
- 情報処理部

## 施設
本館と南館は4階建てで新館は3階建てになっている。主に、本館に普通教室、南館と新館に特別教室が設置されている。現在では、ほとんどの教室にエアコンが設置されている。

### 主な施設
- 図書室
- 進路室
- 購買
- 更衣室
- 体育館（2階建）
- トレーニングルーム
- グラウンド
- プール（25メートル）
- 弓道場
- テニスコート（4面）
- 東風館（生活館）

## 著名な卒業生
- 筧利夫（俳優）
- 田中照彦（静岡県議会議員）
- 三室聡子（女子棒高跳び元日本記録保持者）
- 小柳"cherry"昌法 (LINDBERG ドラマー)
- 松島孝輔（ロックバンド MOUSHI ボーカル）
- 山中猛史（ロックバンド MOUSHI ギター）
- 谷本尚穂（ご当地アイドル  H&A.)

## アクセス
- 遠鉄バス75（・76）笠井線 ｢上石田西｣停留所から、徒歩約15分